# Ivan Belák
Ivan Belák (Handlová, 23 gennaio 1978) è un ex calciatore slovacco, di ruolo centrocampista.